# La Teja
La Teja  è un barrio di Montevideo, capitale dell'Uruguay.

## Geografia
La Teja è situata nel settore più interno della baia di Montevideo, compreso tra le foci dei torrenti Pantanoso ad ovest e Miguelete ad est.
Confina ad nord-ovest con Tres Ombúes, a nord con Belvedere, a nord-est con il Prado, a sud-est con Capurro, a sud con la baia di Montevideo e a sud ovest con Villa del Cerro.

## Storia
Nel 1841 l'imprenditore d'origine inglese Samuel Lafone costruì nell'area un saladero, un impianto per la conservazione della carne. Attorno alla fabbrica fece costruire una serie di abitazioni per gli operai. La continua crescita del nuovo abitato spinse Lafone a fondare ufficialmente il Pueblo Victoria, così chiamato in omaggio alla Regina Vittoria, il 12 settembre 1842. La popolazione del quartiere, il secondo sorto all'infuori della città vecchia di Montevideo, era composta principalmente da immigrati spagnoli, italiani e baschi francesi. Accanto all'attività di Lafone sorsero anche mattatoi, concerie e cave di pietra.